# Cetopsis gobioides
Cetopsis gobioides är en fiskart som beskrevs av Kner, 1858. Cetopsis gobioides ingår i släktet Cetopsis och familjen Cetopsidae. Inga underarter finns listade i Catalogue of Life.